# Kirchenkreis Stade
Der Evangelisch-lutherische Kirchenkreis Stade ist ein Kirchenkreis in Niedersachsen. Er gehört zum Sprengel Stade der Evangelisch-Lutherischen Landeskirche Hannovers. Zum Kirchenkreis Stade gehören (Stand 2021) etwa 50.000 Gemeindeglieder in 21 Kirchengemeinden. Die Position des Superintendenten ist besetzt mit Dr. Marc Wischnowsky.

## Geographie
Der Kirchenkreis Stade liegt im Nordosten Niedersachsens und umfasst den Nordteil des Kreises Stade, der Südteil des Landkreises gehört zum Kirchenkreis Buxtehude.

## Geschichte
Der Kirchenkreis wurde 1976 durch die Vereinigung der bisherigen Kirchenkreise Stade-Altes Land und Kehdingen gebildet.

## Kirchengemeinden im Kirchenkreis Stade
- St. Mauritius und Martin in Assel (Drochtersen)
- Balje
- Borstel
- St. Nikolai (Bützfleth)
- Drochtersen
- Estebrügge (mit Hamburg-Cranz)
- Freiburg/Elbe
- St. Marien Grünendeich
- Hamelwörden
- Himmelpforten
- Hollern-Twielenfleth
- St. Petri Horst in Burweg
- Jork
- Krautsand
- Krummendeich
- Lühekirchen
- Oederquart
- St. Martin Oldendorf
- St. Cosmae Stade
- Johannis Stade
- Markus Stade
- St. Wilhadi Stade

## Nachbarkirchenkreise
Der Kirchenkreis Stade grenzt im Nordwesten an den Kirchenkreis Cuxhaven-Hadeln, im Südwesten an den Kirchenkreis Bremervörde und im Süden an den Kirchenkreis Buxtehude. Im Osten berührt der Kirchenkreis Stade den Kirchenkreis Hamburg-Ost im Sprengel Hamburg und Lübeck der Evangelisch-Lutherischen Kirche in Norddeutschland. Jenseits der Elbe sind die Kirchenkreise Hamburg-West/Südholstein (Hamburg und Lübeck), Rantzau-Münsterdorf sowie Dithmarschen (beide Sprengel Schleswig und Holstein) Nachbarn Stades.